# Зоровка
Зо́ровка (рос. Зоровка) — присілок у складі Абдулинського міського округу Оренбурзької області, Росія.

## Населення
Населення — 1 особа (2010; 19 у 2002).
Національний склад (станом на 2002 рік):
- мордва — 79 %